# Águas Frias (Chaves)
Águas Frias é uma povoação portuguesa sede da Freguesia de Águas Frias do Município de Chaves, freguesia com 28,78 km2 de área e 607 habitantes (censo de 2021), tendo, por isso, uma densidade populacional de 21,1 hab./km².

## História
Fez parte do concelho de Monforte de Rio Livre até à extinção do mesmo em 31 de dezembro de 1853, data em que passou para o concelho (atual município) de Chaves.
Com lugares desta freguesia foi criada em 1960 a freguesia de Santo António de Monforte.

## Demografia
A população registada nos censos foi:
Nota: Com lugares desta freguesia foi criada em 1960 a freguesia de Santo António de Monforte
| Ano  | 0-14 Anos | 15-24 Anos | 25-64 Anos | > 65 Anos |
| 2001 | 115       | 107        | 434        | 241       |
| 2011 | 69        | 74         | 367        | 236       |
| 2021 | 44        | 51         | 296        | 216       |

## Património
- Castelo de Monforte